# DISCOVERIES
『DISCOVERIES』（ディスカバリーズ）は、T-SQUARE35枚目のアルバム。 
2009年5月27日にリリース。 

## 概要
スクェア35枚目のオリジナルアルバム。
前々作以来、2年振りにメンバー4人だけで制作された。
初回限定盤（Blu-spec CD）と通常盤（Hybrid DISC）の2形態でリリース。
9曲目「Smile Smile Smile」は、6人のブラスセクションを招いて制作。

## 収録曲
1. Discoveries - 安藤正容作曲
2. Survivor - 安藤正容作曲
3. Clappin' - 坂東慧作曲
4. Crazy Beach - 伊東たけし、河野啓三作曲
5. Paperplane - 安藤正容作曲
6. Undo - 坂東慧作曲
7. All You Need To Know - 安藤正容作曲
8. かわらぬ想い - 河野啓三作曲
9. Smile Smile Smile - 伊東たけし、坂東慧作曲

## 特典DVD
初回限定盤のみ付属。
2008年放送テレビ東京系列『みゅーじん』出演時の未放送映像を含み再編集した「ディレクターズカット版」を収録。

## ミュージシャン
- T-SQUARE
  - 安藤正容 -   Electric Guitar, Acoustic Guitar
  - 伊東たけし - Alto Sax, EWI, Flute
  - 河野啓三 - Keyboards
  - 坂東慧 - Drums

- Guest Musicians
  - 田中晋吾 - Bass (Track-1,2,4,5,6,7,8)
  - 宮崎隆睦 - Alto Sax (Track-9)
  - 庵原良司 - Tenor Sax (Track-9)
  - 鈴木正則 - Trumpet (Track-9)
  - 奥村晶 - Trumpet (Track-9)
  - 池田雅明 - Trombone (Track-9)
  - 秋永岳彦 - Trombone (Track-9)